# Thomas Trampe-Brinkmann

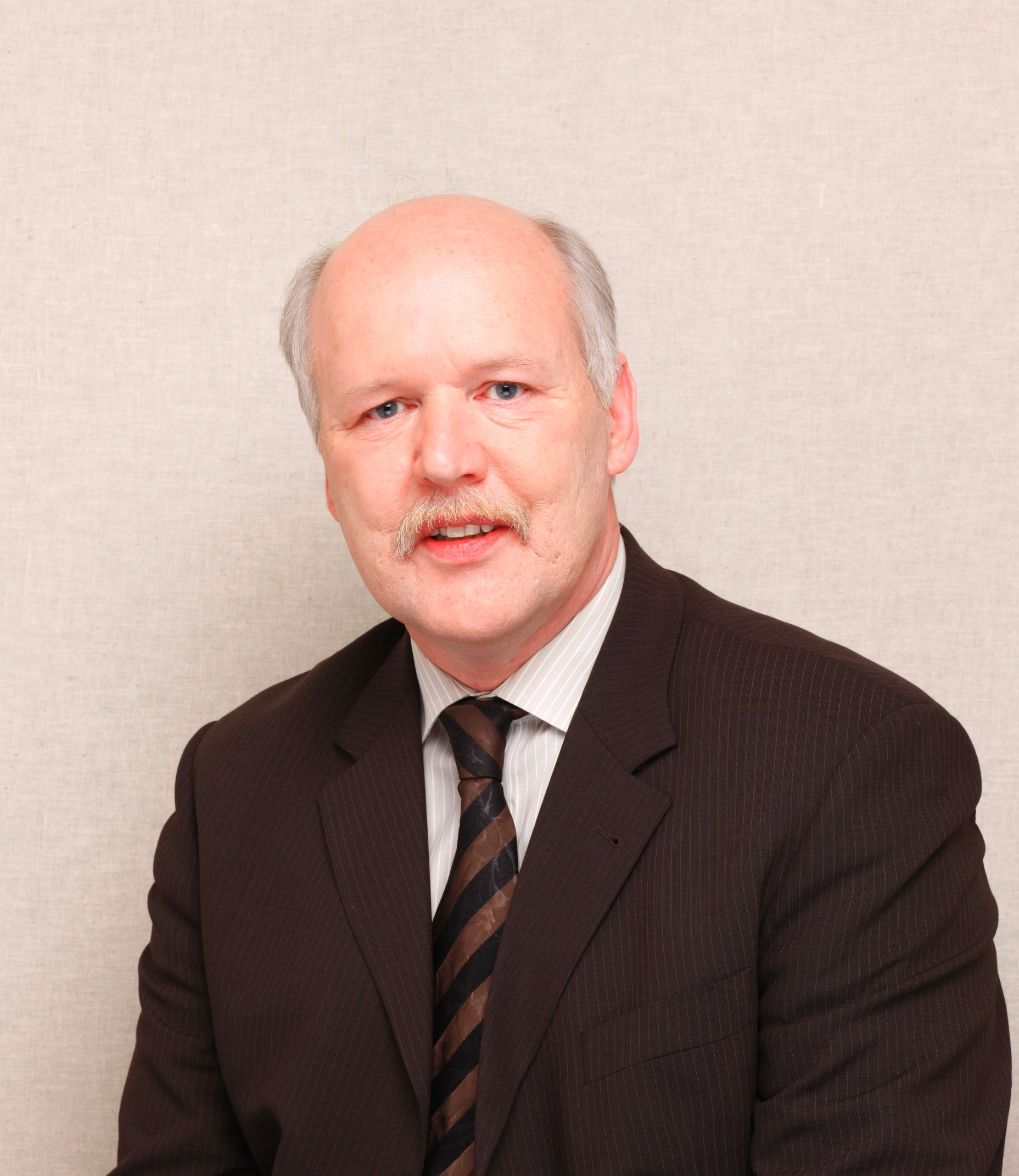
Thomas Trampe-Brinkmann

Thomas Trampe-Brinkmann (* 31. August 1960 in Beckum als Thomas Trampe) ist ein deutscher Politiker (SPD) und war von 2005 bis 2010 Mitglied des Landtages von Nordrhein-Westfalen.

## Ausbildung und Beruf
Trampe machte 1980 das Abitur. Danach absolvierte er die Ausbildung zum Rettungsassistenten und war seit 1990 in diesem Beruf tätig. Er ist seit 1989 verheiratet und hat vier Kinder.

## Politik
Trampe-Brinkmann ist seit 1992 Mitglied in der SPD und seit 2002 Vorsitzender des SPD-Ortsvereins Ennigerloh. Von 1998 bis 1999 sowie erneut seit 2004 ist er Mitglied im Stadtrat der Stadt Ennigerloh. Trampe-Brinkmann ist Mitglied der Gewerkschaft ver.di. Von 2005 bis 2010 war er Landtagsabgeordneter im nordrhein-westfälischen Landtag.